# Strehovci
Strehovci (mađarski: Őrszentvid, prekomurski: Strejovci) je naselje u slovenskoj Općini Dobrovnik. Strehovci se nalaze u pokrajini Prekmurju i statističkoj regiji Pomurju. 

## Stanovništvo
Prema popisu stanovništva iz 2002. godine naselje je imalo 232 stanovnika.